# Pozorrubio (Pangasinan)
Pour les articles homonymes, voir Pozorrubio.
Pozzorubio (en pangasinan : Baley na Pozorrubio ; en Ilocano : Ili ti Pozorrubio ; en tagalog : Bayan ng Pozorrubio) est une municipalité de la province de Pangasinan, au nord-ouest de l'île de Luçon, la plus grande île des Philippines.
Sa population s'élève à 74 729 habitants lors du recensement de 2020.

## Géographie
D'une superficie totale de 134,60 kilomètres carrés, elle est divisée administrativement en 34 barangays : 
- Alipangpang
- Amagbagan
- Balacag
- Banding
- Bantugan
- Batakil
- Bobonan
- Buneg
- Cablong
- Casanfernandoan
- Castaño
- Dilan
- Don Benito
- Haway
- Imbalbalatong
- Inoman
- Laoac
- Maambal
- Malasin
- Malokiat
- Manaol
- Nama
- Nantangalan
- Palacpalac
- Palguyod
- Poblacion District I
- Poblacion District II
- Poblacion District III
- Poblacion District IV
- Rosario
- Sugcong
- Talogtog
- Tulnac
- Villegas

|             | Sison                     |  |
| San Jacinto | Pozzorubio                |  |
|             | Manaoag, Laoac, Binalonan |  |

## Lieux et monuments

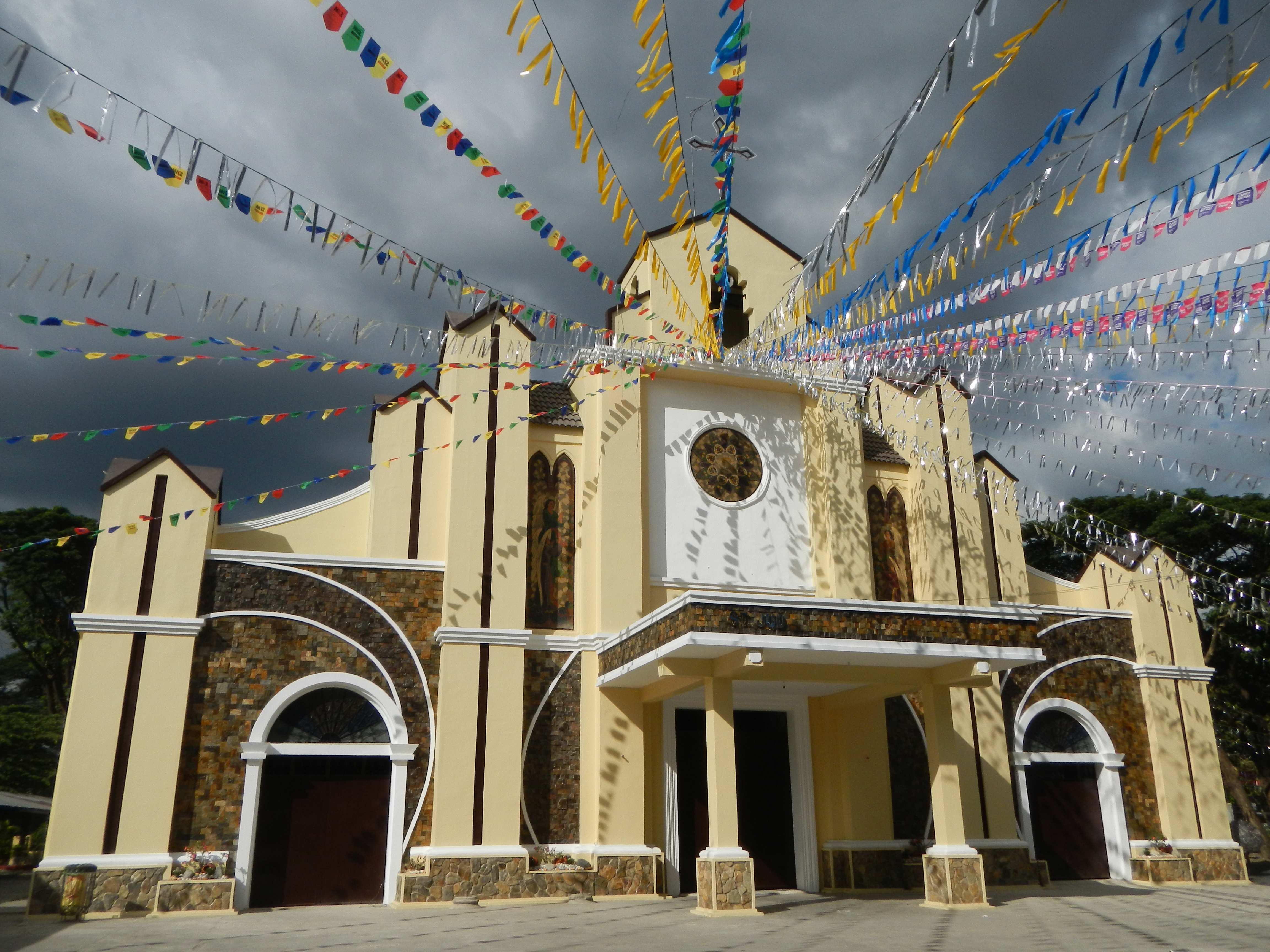
Église Saint-Jude

L'église paroissiale catholique a été construite en 1880 sous le patronage de saint Jude Thaddée ; elle relève du diocèse d'Urdaneta, dans l'archidiocèse de Lingayén-Dagupán.